# Hau Natas
Hau Natas is een bestuurslaag in het regentschap Tapanuli Selatan van de provincie Noord-Sumatra, Indonesië. Hau Natas telt 503 inwoners (volkstelling 2010).